# 翠岩摩崖石刻
翠岩摩崖石刻，位于中华人民共和国广东省佛山市南海区西樵山儒溪村，为一处明代石刻。1994年7月5日，列入南海市文物保护单位；2006年，列入佛山市文物保护单位。